# 김만석
김만석(金萬碩, 1960년 9월 27일 ~ )은 대한민국의 기자 겸 앵커로, 1987년 KBS 14기 공채 기자로 입사했다.
2004년 7월부터 3년간 미국 뉴욕특파원을 지내기도 하였으며, 2010년 3월 15일부터 2011년 10월 21일까지 KBS 뉴스 12를 진행하였다.
KBS 보도본부 스포츠국 스포츠취재부장에 이어 2014년부터 2015년까지 KBS 보도본부 해설위원이었다. 2015년 12월부터 ~ 2018년 4월까지 KBS강릉방송국 방송국장으로 근무하였다.
2024년에 제27대 KBS 사장 후보에 지원했으나 탈락했다.